# Смртоносна концентрација
Смртоносна концентрација (енглески Lethal concentration,  скраћеница: LC) је једна од метода објективног означавања токсичности супстанције.  Вредност LC означава концентрацију супстанције у ваздуху, која изазива смрт одређеног процента, одређених животиња после одређеног времена удисања.  
У каталозима токсичних особина хемијских једињења користе се ознаке типа: 
y
где: 
- X - означава колико је од 100 експерименталних животиња, које су удисале дату концентрацију умрло од последица тровања.
- y - означава врсту животиња на којима је вршен тест.

Нпр: LC100 - означава концентрацију, на којој је угинуло свих 100 тестираних мишева.
редност LC се најчешће изражава у грамима или милиграмима по метру кубном ваздуха.